# Liste der Baudenkmäler in Odelzhausen

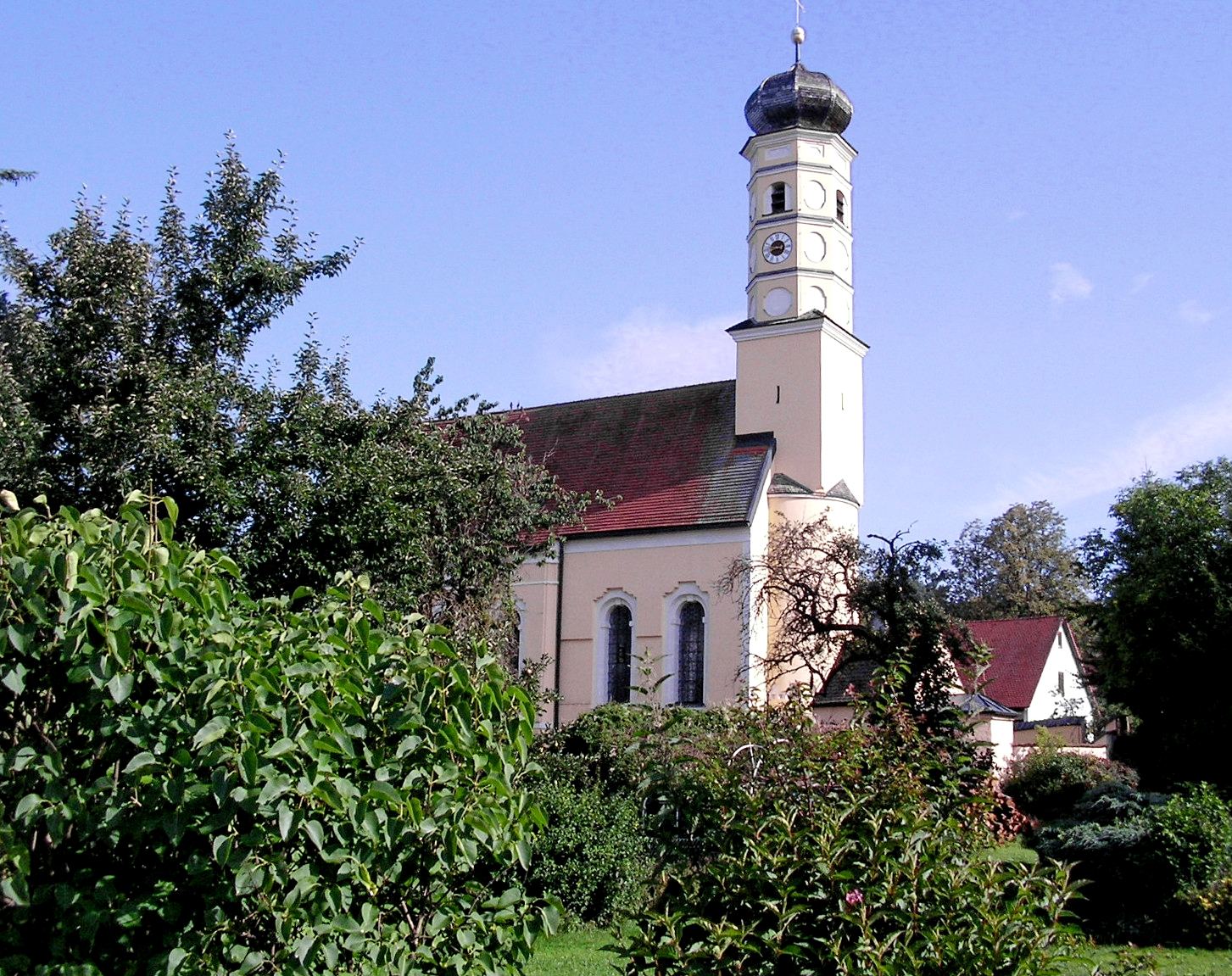
St. Leonhard in Roßbach

Auf dieser Seite sind die Baudenkmäler in der oberbayerischen Gemeinde Odelzhausen zusammengestellt. Diese Tabelle ist eine Teilliste der Liste der Baudenkmäler in Bayern. Grundlage ist die Bayerische Denkmalliste, die auf Basis des Bayerischen Denkmalschutzgesetzes vom 1. Oktober 1973 erstmals erstellt wurde und seither durch das Bayerische Landesamt für Denkmalpflege geführt wird. Die folgenden Angaben ersetzen nicht die rechtsverbindliche Auskunft der Denkmalschutzbehörde.

## Baudenkmäler nach Ortsteilen

### Odelzhausen
| Lage                                        | Objekt                                | Beschreibung | Akten-Nr.     | Bild                                  |
| ------------------------------------------- | ------------------------------------- | --- | ------------- | ------------------------------------- |
| Am Schloßberg 1 (Standort)                  | Ehemaliges Nebengebäude des Schlosses | zweigeschossig mit Walmdach, 18. Jahrhundert, später verändert | D-1-74-135-4  | Ehemaliges Nebengebäude des Schlosses |
| Am Schloßberg 1; Am Schloßberg 3 (Standort) | Ehemaliges Schloss                    | Vierflügelanlage, im Kern mittelalterlich, um 1720 ausgebaut und barockisiert, 1937 das Hauptgebäude im Osten weitgehend, der Nordtrakt teilweise abgebrochen, erhalten der runde, südöstliche Eckturm (1963 in den Hotelneubau einbezogen), der Süd- und Westflügel, beide dreigeschossig mit Satteldach, sowie der erdgeschossige Rest des Nordflügels. (Zur Geschichte des Schlosses) | D-1-74-135-5  | weitere Bilder                        |
| Hauptstraße 18 (Standort)                   | Wohnhaus                              | mit Flachsatteldach und seltener Fassadenmalerei im Maximiliansstil, um 1840/50 | D-1-74-135-2  | Wohnhaus                              |
| Hollergreppenstraße 3 ()                    | Forsthaus                             | erdgeschossiger, verputzter Steildachbau mit Gauben und Remise, um 1930–35 | D-1-74-135-41 |                                       |
| Schulstraße 9 (Standort)                    | Katholische Pfarrkirche St. Benedikt  | dreischiffige Säulenbasilika mit eingezogenem, fünfseitig geschlossenem Chor, im nördlichen Winkel Turm mit kurzem Oktogon und Spitzhelm, im Kern spätmittelalterlich, um 1730 barockisiert, 1891/92 umgestaltet und um die Seitenschiffe erweitert; mit Ausstattung < | D-1-74-135-1  | weitere Bilder                        |

### Dietenhausen
| Lage                              | Objekt                           | Beschreibung | Akten-Nr.     | Bild                             |
| --------------------------------- | -------------------------------- | --- | ------------- | -------------------------------- |
| St.-Lantpert-Straße (Standort)    | Katholische Kapelle St. Lantpert | einschiffig mit dreiseitigem Schluss und Giebelreiter, wohl 2. Hälfte 17. Jahrhundert; mit Ausstattung                                                 | D-1-74-135-6  | Katholische Kapelle St. Lantpert |
| St.-Lantpert-Straße 23 (Standort) | Ehemaliger Bauernhof             | Wohnhaus erdgeschossig mit Kniestock, Satteldach und Zwerchhaus; um 1880; zugehörig Stall und Remise, beide erdgeschossig mit Satteldach, gleichzeitig | D-1-74-135-33 | BW                               |

### Ebertshausen
| Lage                              | Objekt                               | Beschreibung | Akten-Nr.     | Bild           |
| --------------------------------- | ------------------------------------ | --- | ------------- | -------------- |
| St.-Benedikt-Straße 20 (Standort) | Katholische Pfarrkirche St. Benedikt | einschiffig mit eingezogenem, dreiseitig geschlossenem Chor, im nördlichen Winkel Turm mit Spitzhelm zwischen Dreiecksgiebeln, im Kern wohl spätgotisch, 1709 umgestaltet und barockisiert, 1863 ff. wesentlich erneuert, Turm 1896 vollendet; mit Ausstattung | D-1-74-135-8  | weitere Bilder |
| St.-Michael-Straße 5 (Standort)   | Ehemaliges Pfarrhaus                 | 18. Jahrhundert, im 19. Jahrhundert nach Westen erweitert | D-1-74-135-10 | weitere Bilder |

### Essenbach
| Lage                                                                   | Objekt                                           | Beschreibung                                                                                                 | Akten-Nr.     | Bild           |
| ---------------------------------------------------------------------- | ------------------------------------------------ | --- | ------------- | -------------- |
| Essenbach 21 (Standort)                                                | Katholische Filialkirche der Unschuldigen Kinder | einschiffig mit dreiseitigem Schluss und Giebelreiter, um 1546 errichtet, 1680 verändert; mit Ausstattung    | D-1-74-135-11 | weitere Bilder |
| Laichfeld, an der Straße von Orthofen nach Oberhandenzhofen (Standort) | Wegkapelle                                       | rechteckig mit offener Vorhalle und Mansarddach, wohl 1947; an der Straße von Orthofen nach Oberhandenzhofen | D-1-74-135-13 | BW             |

### Gaggers
| Lage                      | Objekt                    | Beschreibung                       | Akten-Nr.     | Bild                      |
| ------------------------- | ------------------------- | ---------------------------------- | ------------- | ------------------------- |
| Gaggers Straße (Standort) | Katholische Marienkapelle | Rechteckbau mit Giebelreiter, 1857 | D-1-74-135-14 | Katholische Marienkapelle |

### Hadersried
| Lage                                  | Objekt                             | Beschreibung | Akten-Nr.     | Bild                               |
| ------------------------------------- | ---------------------------------- | --- | ------------- | ---------------------------------- |
| Hadersried 15 (Standort)              | Katholische Kapelle St. Franziskus | pilastergegliederter, einschiffiger Bau mit halbrundem Schluss, Dachreiter mit Zwiebelhaube, 1734 errichtet; mit Ausstattung | D-1-74-135-17 | Katholische Kapelle St. Franziskus |
| Nähe Konrad-Kreppold-Platz (Standort) | Wegkapelle St. Maria               | einschiffig mit halbrundem Schluss, wohl noch 1. Hälfte 19. Jahrhundert; 0,5 km südwestlich                                  | D-1-74-135-18 | Wegkapelle St. Maria               |

### Miegersbach
| Lage                      | Objekt                                      | Beschreibung | Akten-Nr.     | Bild                                        |
| ------------------------- | ------------------------------------------- | --- | ------------- | ------------------------------------------- |
| Miegersbach 40 (Standort) | Katholische Filialkirche St. Peter und Paul | Saalbau mit eingezogenem, dreiseitig geschlossenem Chor, vor dessen Ostseite Turm mit Oktogon und Zwiebelhaube, im Kern wohl 1. Hälfte 18. Jahrhundert, Turmaufsatz um 1763; mit Ausstattung | D-1-74-135-20 | Katholische Filialkirche St. Peter und Paul |

### Roßbach
| Lage                         | Objekt                                | Beschreibung | Akten-Nr.     | Bild           |
| ---------------------------- | ------------------------------------- | --- | ------------- | -------------- |
| Essenbacher Weg 9 (Standort) | Katholische Filialkirche St. Leonhard | gereckter Saalbau mit eingezogenem Rechteckchor, über der östlich anschließenden romanischen Apsis (jetzt Sakristei) Turm mit Oktogon und Zwiebelhaube, um 1660 errichtet; mit Ausstattung | D-1-74-135-21 | weitere Bilder |
| Roßbach Straße 12 (Standort) | Taubenhaus                            | Im Hof, 20. Jahrhundert | D-1-74-135-23 | Taubenhaus     |

### Sankt Johann
| Lage                    | Objekt                         | Beschreibung                                                                                     | Akten-Nr.     | Bild                           |
| ----------------------- | ------------------------------ | ------------------------------------------------------------------------------------------------ | ------------- | ------------------------------ |
| Sankt Johann (Standort) | Katholische Kapelle St. Johann | einschiffig mit dreiseitigem Schluss und Turm an der Nordseite, 15. Jahrhundert; mit Ausstattung | D-1-74-135-25 | Katholische Kapelle St. Johann |

### Sittenbach
| Lage                                   | Objekt                                 | Beschreibung | Akten-Nr.     | Bild              |
| -------------------------------------- | -------------------------------------- | --- | ------------- | ----------------- |
| Hochfeldstraße 3 (Standort)            | Hakenhof                               | Wohnhaus erdgeschossig mit Giebelschultern, hakenförmige Erweiterung mit Kniestock, Ende 19. Jahrhundert | D-1-74-135-27 | BW                |
| Kirchstraße 7 (Standort)               | Katholische Pfarrkirche St. Laurentius | kreuzförmige einschiffige Anlage mit eingezogenem, fünfseitig geschlossenem Chor, im nördlichen Winkel Turm mit Spitzhelm zwischen Dreiecksgiebeln, um 1464 errichtet, 1680 durch Bernhard Schmidt erneuert und nach Westen erweitert, 1740 Anbau der querschiffartigen Kapellen, 1760 umgestaltet, 1930 nach Westen verlängert; mit Ausstattung | D-1-74-135-26 | weitere Bilder    |
| Sittenbach Straße 19 (Standort)        | Pfarrhaus                              | zweigeschossiger Satteldachbau mit Ecklisenen, 1720/22 errichtet | D-1-74-135-29 | BW                |
| Von Roßbach nach Langengern (Standort) | Geiselwieskapelle                      | rechteckig mit Vorhalle, Umgang und Giebelreiter, wohl 2. Hälfte 18. Jahrhundert, 1966 verändert | D-1-74-135-30 | Geiselwieskapelle |

### Taxa
| Lage                      | Objekt                                       | Beschreibung | Akten-Nr.     | Bild           |
| ------------------------- | -------------------------------------------- | --- | ------------- | -------------- |
| Dorfstraße 26 (Standort)  | Handwerkerhaus                               | zweigeschossiger Massivbau mit Satteldach und kleinem erdgeschossigem Anbau, zweite Hälfte 18. Jh.                                                                           | D-1-74-135-37 | BW             |
| Nähe Färberweg (Standort) | Katholische Kapelle St. Maria und Augustinus | neuromanischer, einschiffiger Bau mit halbrundem Schluss und Giebelreiter, 1848 an der Stelle des Augustiner-Eremitenklosters Taxa (Kloster Taxa) errichtet; mit Ausstattung | D-1-74-135-32 | weitere Bilder |

## Ehemalige Baudenkmäler
In diesem Abschnitt sind Objekte aufgeführt, die früher einmal in der Denkmalliste eingetragen waren, jetzt aber nicht mehr. Objekte, die in anderem Zusammenhang – also z. B. als Teil eines Baudenkmals – weiter eingetragen sind, sollen hier nicht aufgeführt werden. Aktennummern in diesem Abschnitt sind ehemalige, jetzt nicht mehr gültige Aktennummern.

| Lage                                         | Objekt     | Beschreibung                                                                                    | Akten-Nr.     | Bild |
| -------------------------------------------- | ---------- | ----------------------------------------------------------------------------------------------- | ------------- | ---- |
| Ebertshausen St.-Michael-Straße 8 (Standort) | Bauernhaus | erdgeschossiger Satteldachbau mit Zwerchhaus und angeschlossener Ökonomie, Ende 19. Jahrhundert | D-1-74-135-34 | BW   |